# Christ Illusion
Albums de Slayer
Eternal Pyre
(2006) World Painted Blood
(2009)
Christ Illusion est le dixième album studio du groupe de thrash metal américain Slayer, sorti en 2006.
C'est le premier album avec Dave Lombardo depuis Seasons in the Abyss et l'occasion pour le groupe de renouer avec leur style thrash metal, après avoir inclus des éléments de groove metal et de nu metal dans leurs albums Diabolus in Musica et God Hates Us All.
L'album a reçu majoritairement des critiques favorables, certains fans ayant été relativement déçus par les deux albums précédents du groupe et voient en Christ Illusion le retour du « vrai » Slayer.
Les paroles de l'album attaquent la religion comme source de conflit comme dans le morceau Cult : "Religion is hate/religion is fear/religion is war" ou dans le morceau Jihad, où le groupe parle des attentats du 11 septembre], mais en se mettant à la place d'un terroriste. Cette prise de position a suscité une vague d'indignation chez certains groupes chrétiens aux États-Unis.
Une video a été tournée pour le titre Eyes of the Insane, qui a d'ailleurs remporté un Grammy Award.
En 2007 sort une édition limitée avec le bonus The Final Six, un titre enregistré en 2007 mais auquel il manquait les vocaux, Tom Araya ayant dû être opéré d'urgence lors de l'enregistrement.

## Composition
- Tom Araya - Chant / Basse
- Jeff Hanneman - Guitare
- Kerry King - Guitare
- Dave Lombardo - Batterie

## Liste des morceaux
1. Flesh Storm - 4:14
2. Catalyst - 3:07
3. Skeleton Christ - 4:22
4. Eyes of the Insane - 3:29
5. Jihad - 3:32
6. Consfearacy - 3:06
7. Black Serenade - 3:16
8. Catatonic - 4:53
9. Cult - 4:39
10. Supremist - 3:51
11. Final Six - 4:10 (titre présent uniquement dans l'édition limitée)

### DVD de l'édition limitée
- Slayer on Tour '07
- Eyes of the Insane (Video)
- South of Heaven (extrait du DVD Unholy Alliance)